# Sárkány-tó
A Sárkány-tó Sárkeresztúr határában terül el, az Őssárvíz és az ős-Balaton árkának maradványa. 
Ma e területet nézve már kevésbé hihető, hogy alig két évszázaddal ezelőtt itt hatalmas mocsár és nádrengeteg terült el, a nagy füzesekben népes vízimadár-fauna élt. Tavasszal, olvadás után az itteni vízivilág szélessége a több kilométert is elérte. E mocsár lecsapolásával már az 1790-es években próbálkoztak, de az eredményt hozó első, nagyszabású munkálatokat csak 1821-1827 között végezték el.
Beszédes József mérnök nevéhez fűződik a Sárvíz szabályozása. A szabályozás előtt az átkelés a túlsó partra dereglyékkel történhetett, szárazföldi átkelőhely csak kettő volt, Battyánban és Cecén. A mocsarak nagy mérvű lecsapolása helyén rendszerint szikes, terméketlen területek szoktak kialakulni, így feltehető, hogy a Sárkány-tó is a lecsapolások után, azok eredményeként alakult ki, s ebben szerepet játszott talajának az átlagnál nagyobb, szikes, sós tartalma. Az idők múlásával a szik a felszínre tört.
A tónak az idők folyamán saját élővilága alakult ki, alkalmazkodva a környezetéhez. Állítólag a tónak 50-60 éve volt még forrása. A tavaszi és őszi madárvonulási időszakban, ha van benne víz, a Sárkány-tó valóságos madárparadicsom. (Volt idő, mikor a tó medrén fúrásokat terveztek, hogy a víz tömege megnőjön.) Kitűnően tenyésznek benne az apró rákocskák, férgek, lárvák, eltartva eleséggel a helyben fészkelő és a vonulás közben itt megpihenő madarakat is. A Sárkány-tó a Dunántúlon egyedi, a Duna-Tisza közi szikes puszták világához hasonlítható. Tipikus sziki jelleget tükröző növény- és rovarvilág található itt; különlegességnek számít a hazánkban ritka bagolyfű.
A Sárkány-tó a Sárvíz-völgy ornitológiailag kiemelkedő jelentőségű szikes tava; a sótűrő vegetáció, valamint a gulipán, a gólyatöcs és a széki lile otthona. A terület értékét jelentik az itt rendkívül gazdag faj- és egyedszámban előforduló guvatfélék és lilefélék. A szárnyas ragadozók közül említésre méltó a parlagi sas, a vándorsólyom, a kék vércse, a kis sólyom, a kígyászölyv. A terület madártömegében a szegedi Fehér-tóhoz hasonlítható. 1987-ben fokozottan védett országos jelentőségű természetvédelmi terület lett, madárvilágának fokozott óvása érdekében.